# Seneka z Jerozolimy
Seneka z Jerozolimy – dziesiąty biskup Jerozolimy. Lata jego urzędowania nie są znane.